# Robbrechtia grandifolia
Robbrechtia grandifolia là một loài thực vật có hoa trong họ Thiến thảo. Loài này được De Block mô tả khoa học đầu tiên năm 2003.